# فرانسه در المپیک تابستانی ۱۹۸۸
فرانسه در بازی‌های المپیک تابستانی ۱۹۸۸ که در شهر سئول کره جنوبی برگزار شد، کاروان فرانسه با ۲۶۶ ورزشکار در این رقابت‌ها شرکت کرد و موفق به کسب ۱۶ مدال (۶ طلا، ۴ نقره، ۶ برنز) شد. در جدول رتبه‌بندی توزیع مدال‌ها، فرانسه در ردهٔ ۹ مسابقات قرار گرفت.